# Hypericum majus
Hypericum majus är en johannesörtsväxtart som först beskrevs av Asa Gray, och fick sitt nu gällande namn av Nathaniel Lord Britton. Hypericum majus ingår i släktet johannesörter, och familjen johannesörtsväxter. Inga underarter finns listade i Catalogue of Life.